# Voir du pays
Pour plus de détails, voir Fiche technique et Distribution.
Voir du pays est un film franco-grec écrit et réalisé par Delphine et Muriel Coulin, sorti en 2016. Interprété par Soko et Ariane Labed, il raconte le retour d'Afghanistan de deux jeunes militaires françaises. Le film est adapté du roman de Delphine Coulin publié par Grasset en 2013 (Prix Révélation de l’année du Magazine Lire, Prix Claude Chabrol).  
Projeté au Festival de Cannes 2016 dans la sélection Un certain regard, il obtient le prix du meilleur scénario.
Il s'agit du deuxième long métrage de fiction réalisé par Delphine et Muriel Coulin après 17 filles, ayant obtenu en 2011 le prix Michel-d'Ornano au Festival de Deauville.

## Synopsis
Marine et Aurore, deux jeunes militaires de 25 ans, rentrent d'Afghanistan. L'armée a organisé pour toute leur section un séjour de trois jours parmi les touristes dans un hôtel chypriote. Il s'agit d'une période de décompression afin de les aider à se libérer de la violence accumulée pendant le conflit.

## Fiche technique
- Titre original : Voir du pays
- Titre anglais : The Stopover
- Réalisation : Delphine Coulin et Muriel Coulin
- Scénario : Delphine Coulin et Muriel Coulin d'après le roman éponyme de Delphine Coulin
- Direction musicale :
- Direction artistique :
- Décors :
- Costumes : Isabelle Pannetier
- Photographie : Jean-Louis Vialard
- Son : Antoine-Basile Mercier
- Montage : Laurence Briaud
- Production : Denis Freyd
- Sociétés de production : Archipel 35, Blonde et Arte France cinéma
- Budget :
- Langue originale : français
- Pays d'origine : [ France et  Grèce
- Format : couleur
- Genre : drame psychologique
- Durée : 102 minutes
- Dates de sortie : 
  -  France 17 mai 2016 (Festival de Cannes)
  -  France 7 septembre 2016

## Distribution
- Soko : Marine
- Ariane Labed : Aurore
- Ginger Romàn : Fanny
- Karim Leklou : Max
- Jérémie Laheurte : Ness
- Andréas Konstantínou : Chrístos
- Mákis Papadimitríou : Harry
- Kostís Maravéyias : le chanteur
- Alexis Manenti : Jonathan
- Robin Barde : Tony
- Sylvain Loreau : Momo
- Damien Bonnard : le lieutenant
- Jean-Yves Jouannais : le lieutenant-colonel

## Sélections
Sélection officielle Un certain regard du Festival de Cannes 2016), festivals de San Francisco, New York (Lincoln Center), Londres (Barbican Center, Dublin, Tallin, Montréal, Hof, Sao Paulo, Berne, Göteborg...

## Distinctions
- Festival de Cannes 2016 : Prix du meilleur scénario Un certain regard[1]